# Мајами долфинси
Мајами долфинси (енгл. Miami Dolphins) су професионални тим америчког фудбала са седиштем у Мајамију у Флориди. Утакмице као домаћин клуб игра на стадиону Долфинс. Такмичи се у АФЦ-у у дивизији Исток. Клуб је основан 1966. и до данас није мењао име нити локацију. 
„Долфинси“ су били два пута прваци НФЛ-а, 1972. и 1973. Маскота клуба је делфин „Ти-Ди“.

## Занимљивости
У филму Ејс Вентура: Детектив за кућне љубимце заплет се врти око отмице делфина, маскоте долфинса. У филму статира и мању улогу има Пит Стојановић, познати играч овог клуба, српског порекла.   